# Індонезія
Індоне́зія (індонез. Indonesia), офіційна назва — Респу́бліка Індоне́зія (індонез. Republik Indonesia) — країна, розташована на островах Південно-Східної Азії, та частково — Океанії. Населення, за офіційними даними на червень 2010 року, становить понад 237 500 000 осіб (за оціночними даними на липень 2011 року — понад 245 600 000 осіб), територія — 1 904 569 км², згідно з цими двома показниками є найбільшою країною регіону. Посідає четверте місце у світі за кількістю населення та п'ятнадцяте за територією.
Столиця — Джакарта. Державна мова — індонезійська.
Унітарна держава, президентська республіка. З 20 жовтня 2014 року посаду президента обіймає Джоко Відодо, а віцепрезидента з 2019 року — Ма'руф Амін. Поділяється на 33 адміністративно-територіальні одиниці, 31 з яких є провінціями і 2 — особливими округами, прирівняними за статусом до провінцій.
Розташована на островах Малайського архіпелагу та західній частині острова Нова Гвінея. Омивається водами Тихого та Індійського океанів. Є найбільшою острівною державою у світі. Значна частина островів належить до Зондських, які в свою чергу поділяються на Великі Зондські та Малі Зондські острови. Має сухопутний кордон з Малайзією (на острові Калімантан), Папуа Новою Гвінеєю (на острові Нова Гвінея) та Східним Тимором (на острові Тимор).
Вирізняється значним етнокультурним розмаїттям. Велика частина вірян (близько 88 % населення) сповідує іслам, що робить Індонезію країною з найбільшим мусульманською людністю у світі.
Аграрно-індустріальна країна з економікою, що динамічно розвивається. Обсяг ВВП за 2010 рік становив 1,03 трильйона доларів США (близько 4300 доларів США на особу). Грошова одиниця — індонезійська рупія.
Незалежність країни проголошена 17 серпня 1945 року. За три роки до цього вона перебувала під японською окупацією, а до того була колоніальним володінням Нідерландів, які почали її освоєння в першій половині XVII століття й об'єднали більшу частину території сучасної Індонезії під своєю владою до кінця XIX століття.

## Етимологія
Назву для країни придумав у 1884 році німецький мандрівник, географ і етнограф Адольф Бастіан, з'єднавши назву «Індія» і грецьке слово «несос» — «острови». Він же запропонував назвати індонезійцями (жителями острівної Індії) всі народи, що населяли цей регіон, оскільки в культурі основних народів архіпелагу були чітко помітні сліди індійського культурного впливу.

## Природа

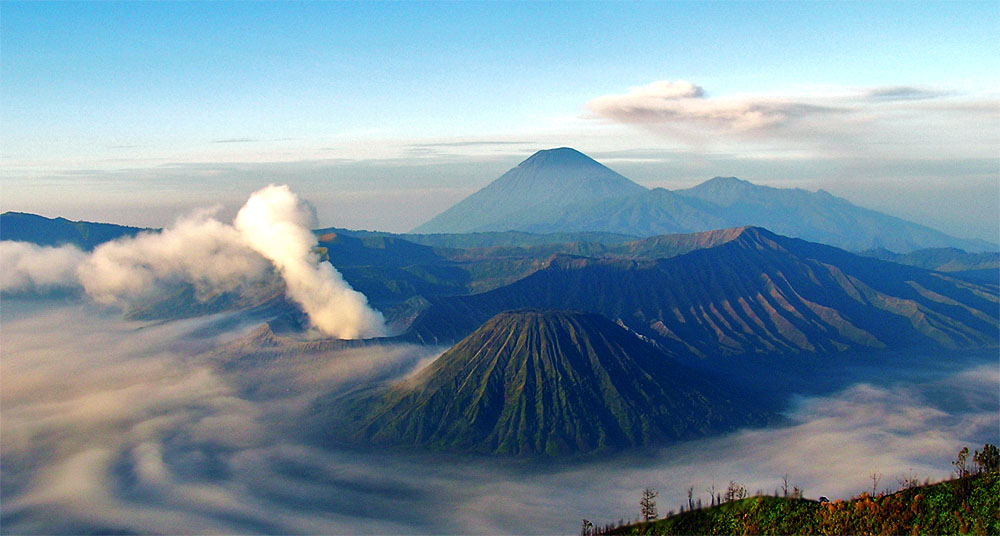
Гора Семеру та гора Бромо на Східній Яві. Сейсмічна та вулканічна активність Індонезії є однією з найвищих у світі.

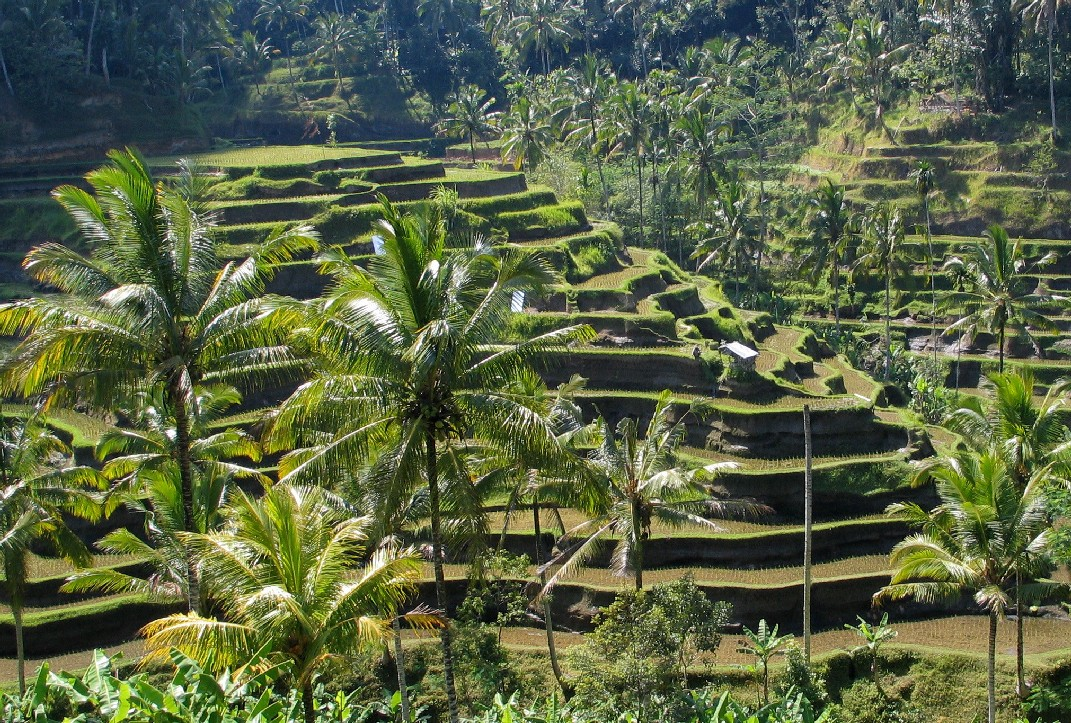
Тераси для вирощування рису на острові Балі

Тектонічна структура Індонезії унікальна і складна, оскільки острови розташовані на стику трьох найбільших тектонічних плит на Землі. Це створило надзвичайно різноманітне довкілля, загальними елементами якого є висока сейсмічна і вулканічна активність, близькість до моря та вологий екваторіальний клімат.
Найбільші острови Індонезії оточені мілиною і кораловими рифами та характеризуються безліччю вулканічних гір, що вкриті густими вологими екваторіальними лісами. Тут часто трапляються болота. Найбільшу площу обробленої землі займають посіви рису, який вирощують на гірських насипах.
Калімантан, третій за площею острів у світі, має горбисту місцевість, проте рідко вищу ніж 1700 метрів, а висота більшості островів не перевищує 300 метрів над рівнем моря. Індонезійська частина Калімантану займає три четвертих острова. Тут простягається головна гірська система приблизно з північного сходу на південний захід. У ній розташована найвища вершина острова — г. Кінабалу (4125 м) в Малайзії.
Острів Суматра розташований в західній частині лінії рідконаселених невулканічних островів. Суматра має витягнуту форму довжиною 1600 км і тягнеться із північного заходу на південний схід. Острів за рельєфом можна поділити на чотири головні частини: вузьку рівнинну вздовж заходу; гірську, яка тягнеться по всій довжині острова біля західного краю; внутрішню невулканічну; та широку смугу низовин, що має ширину 240 км та висоту менше 30 метрів над рівнем моря, займає східну частину острова.
Острів Ява є близько 1060 км завдовжки та 200 км завширшки. Тут відмінності за рельєфом не такі виразні, як на Суматрі. Острів можна розділити на п'ять широтних фізико-географічних районів: 1) невеликі вапнякові плато, що простягаються біля південного узбережжя; 2) території, на яких розвинуті карстові явища, що ускладнює умови проживання; 3) пояс вулканів у центральній частині, куди входять 55 активних конусів і 22 вулкани, виверження більшості з яких відбувалися порівняно недавно; 4) алювіальний пояс на півночі.

### Геологія
Гірські породи на Яві переважно вулканічні (темно-сірого кольору, що складаються головним чином з олігоклазу та польового шпату), водночас ріоліти домінують на Суматрі, граніти на островах Ріау, осадові породи на Калімантані та Папуа.

### Клімат

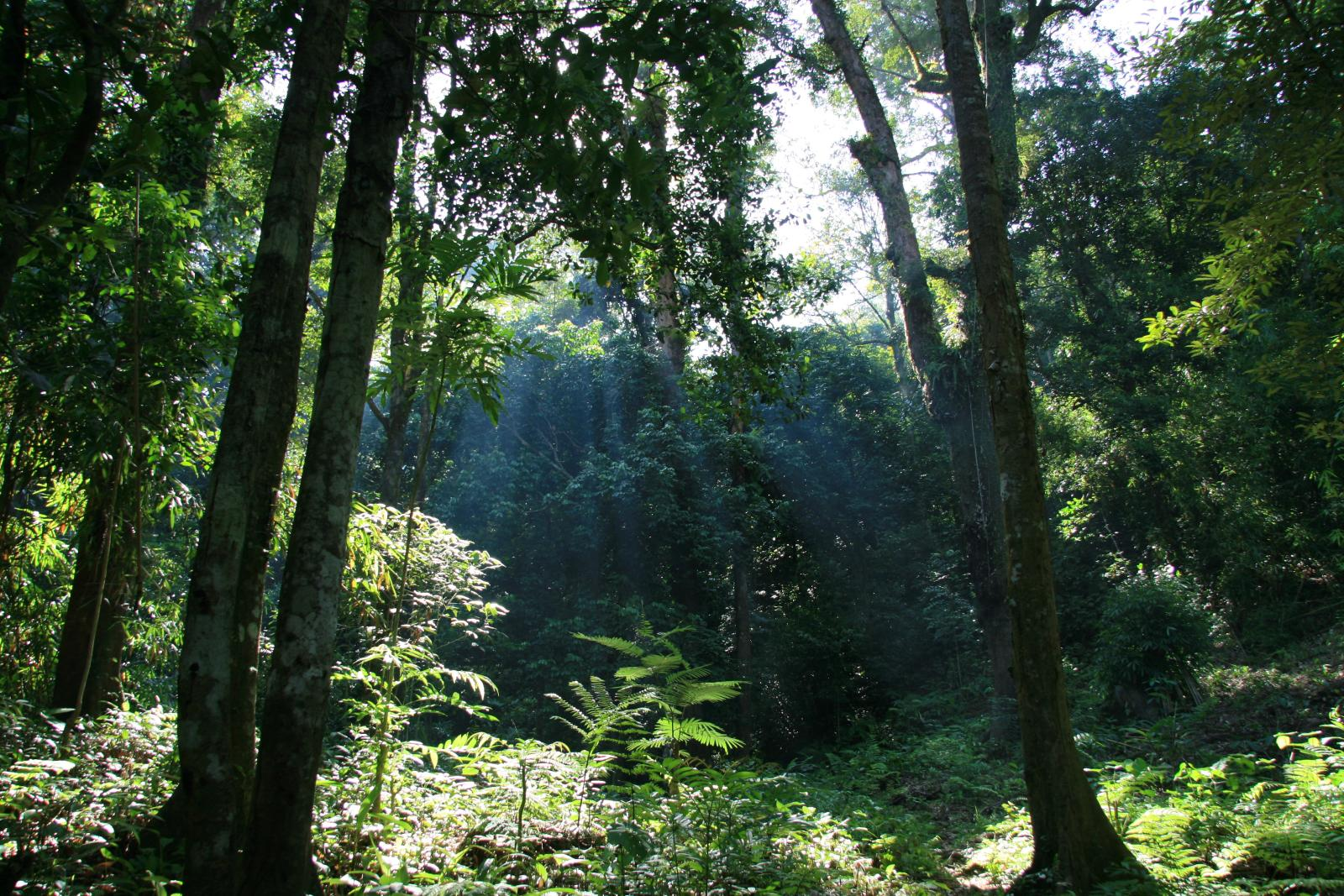
Тропічний ліс у національному парку Маунт-Палунг, Західний Калімантан

На клімат Індонезії впливає насамперед географічне розташування, а саме близькість екватора. Індонезія розташована в екваторіальному кліматичному поясі, тобто тут високі цілорічні температури. Найвищі температури вздовж узбережжя від 23 до 31 °C впродовж року. Рельєф також впливає на клімат, оскільки спостерігається падіння температури з висотою. Тому на висоті близько 600 метрів температури помірні. Тільки три вершини в Індонезії в горах Маоке на Новій Гвінеї є вищими від снігової лінії, тобто тут зберігаються льодовики.
Денна різниця температур в Джакарті щонайменше в п'ять разів більша ніж різниця між температурами січня і липня. Найвища зареєстрована в Джакарті температура 37 °C, найнижча — 19 °C.
На більшості території Індонезії впродовж року випадає дуже багато опадів, найбільше в період з січня до березня. На території від центральної Яви до Австралії наявний також посушливий сезон (з червня до жовтня), впродовж якого на островах Тимор і Сумба випадає дуже мало опадів. Найбільше опадів випадає в гористих районах Суматри, Калімантану, Целебесу та Папуа (близько 2000 мм). У східній частині Яви, Балі, південного та центрального Целебесу і Тимору випадає від 1500 до 2000 мм опадів, на Малих Зондських островах кількість опадів не перевищує 1500 мм.

### Ґрунти. Рослинність
Ґрунти переважно латеритні (містить оксиди заліза та гідроксид алюмінію). Їхня родючість сильно залежить від характеру материнських порід, на яких ці ґрунти сформувалися. Найродючішим в Індонезії є вулканічний попіл, який переноситься вітром, а також наноситься річковими потоками.
Вирубування лісів і перетворення їх на землеробські території стали причиною прискореної деградації ґрунтів. Постійні високі температури та велика кількість атмосферних опадів формують промивний водний режим, що спричиняє вимивання поживних речовин з ґрунтового профілю і виснаження ґрунтів. На територіях, вкритих густими екваторіальними лісами, ґрунти захищені лісовим циклом: коли рослина помирає, вона швидко розкладається, даючи поживні речовини для росту нових рослин. Хоча такі ґрунти здатні підтримувати багату природну рослинність, вони не можуть забезпечувати високу врожайність сільськогосподарських культур після вирубки лісів. 

## Історія

### Недавня історія
У XIX столітті — першій половині XX століття територія Індонезії була голландською колонією — Нідерландською (або Голландською) Ост-Індією. 17 серпня 1945 сили національно-визвольного руху Індонезії проголосили незалежність країни. Офіційна передача суверенітету сталася 27 грудня 1949. Територія провінції Іріан-Джая на о. Нова Гвінея перебувала під контролем Нідерландів аж до 1962. У 1963 ця територія перейшла під управління індонезійської влади, а в 1969 була законодавчим шляхом включена до складу Індонезії. Після придушення комуністичного руху до влади прийшов генерал Сухарто, який правив країною в 1966—1998 роках.
У 1975 Індонезія ввела війська в Східний Тимор (колишню колонію Португалії в північно-східній частині о. Тимор), а в 1976 оголосила його своєю провінцією.
Унітарна конституція прийнята в 1950 після формальної передачі суверенітету від Голландії за рік до того. Західна Нова Гвінея передана Нідерландами в 1963. Анексія з застосуванням сили колишньої португальської колонії Східний Тимор у 1976. Розстріл демонстрантів у Східному Тиморі в 1991 серйозно зашкодив міжнародній репутації Індонезії.

## Адміністративно-територіальний поділ

Провінції Індонезії (en)

| №  | Провінції                    | Адміністративний центр | Регіон                | Населення, осіб (2010) | Площа, км² |
| 1  | Ачех                         | Банда-Ачех             | Суматра               | 4 494 410              | 57 956     |
| 2  | Північна Суматра             | Медан                  | Суматра               | 12 982 204             | 72 981     |
| 3  | Західна Суматра              | Паданг                 | Суматра               | 4 846 909              | 42 013     |
| 4  | Ріау                         | Пеканбару              | Суматра               | 5 538 367              | 87 023     |
| 5  | Джамбі                       | Джамбі                 | Суматра               | 3 092 265              | 50 058     |
| 6  | Південна Суматра             | Палембанг              | Суматра               | 7 450 394              | 91 592     |
| 7  | Бенгкулу                     | Бенгкулу               | Суматра               | 1 715 518              | 19 919     |
| 8  | Лампунг                      | Бандар-Лампунг         | Суматра               | 7 608 405              | 34 624     |
| 9  | Острови Банка-Белітунг       | Панкалпінанг           | Суматра               | 1 223 296              | 16 424     |
| 10 | Острови Ріау                 | Танджунгпінанг         | Суматра               | 1 679 163              | 8 202      |
| 11 | Джакарта                     | Джакарта               | Ява                   | 9 607 787              | 664        |
| 12 | Західна Ява                  | Бандунг                | Ява                   | 43 053 732             | 35 378     |
| 13 | Центральна Ява               | Семаранг               | Ява                   | 32 382 657             | 32 801     |
| 14 | Джок'якарта                  | Джок'якарта            | Ява                   | 3 457 491              | 3 133      |
| 15 | Східна Ява                   | Сурабая                | Ява                   | 37 476 757             | 47 800     |
| 16 | Бантен                       | Серанг                 | Ява                   | 10 632 166             | 9 663      |
| 17 | Балі                         | Денпасар               | Малі Зондські острови | 3 890 757              | 5 780      |
| 18 | Західна Південно-Східна Нуса | Матарам                | Малі Зондські острови | 4 500 212              | 18 572     |
| 19 | Східна Південно-Східна Нуса  | Купанг                 | Малі Зондські острови | 4 683 827              | 48 718     |
| 20 | Західний Калімантан          | Понтіанак              | Калімантан            | 4 395 983              | 147 307    |
| 21 | Центральний Калімантан       | Паланкарая             | Калімантан            | 2 212 089              | 153 565    |
| 22 | Південний Калімантан         | Банджармасін           | Калімантан            | 3 626 616              | 38 744     |
| 23 | Східний Калімантан           | Самаринда              | Калімантан            | 3 553 143              | 204 534    |
| 24 | Північний Калімантан         | Танджунгселор          | Калімантан            | 525 000                | 77 382     |
| 25 | Північне Сулавесі            | Манадо                 | Сулавесі              | 2 270 596              | 13 852     |
| 26 | Центральне Сулавесі          | Палу                   | Сулавесі              | 2 635 009              | 61 841     |
| 27 | Південне Сулавесі            | Макасар                | Сулавесі              | 8 034 776              | 46 717     |
| 28 | Південно-Східне Сулавесі     | Кендарі                | Сулавесі              | 2 232 586              | 38 068     |
| 29 | Горонтало                    | Горонтало              | Сулавесі              | 1 040 164              | 11 257     |
| 30 | Західне Сулавесі             | Мамуджу                | Сулавесі              | 1 158 651              | 16 787     |
| 31 | Малуку                       | Амбон                  | Молуккські острови    | 1 533 506              | 46 914     |
| 32 | Північне Малуку              | Софіфі                 | Молуккські острови    | 1 038 087              | 31 983     |
| 33 | Західне Папуа                | Манокварі              | Папуа (регіон)        | 760 422                | 97 024     |
| 34 | Південне Папуа               | Мерауке                | Папуа                 | 517 623                | 127 280    |
| 35 | Високогірне Папуа            | Вамена                 | Папуа                 | 1 408 641              | 69 685     |
| 36 | Центральне Папуа             | Набіре                 | Папуа                 | 1 408 981              | 66 130     |
| 37 | Папуа                        | Джаяпура               | Папуа                 | 968 462                | 78 246     |
|    | Всього                       |                        |                       | 237 641 326            | 1 910 930  |

## Поселення

### Села

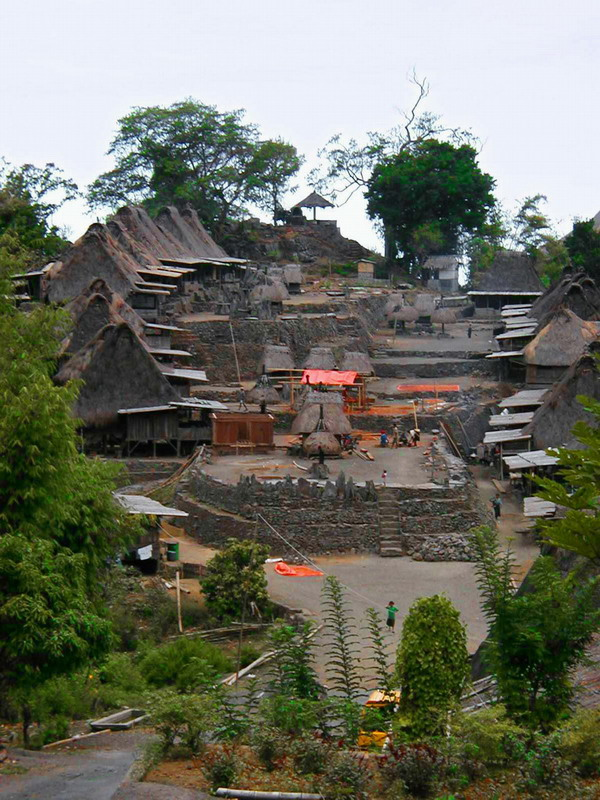
Приклад звичайного індонезійського села. На фото поселення на острові Флорес в південно-східній Індонезії

Індонезія передусім сільська країна (більшість населення живе в селах). Це дві третини від усього населення Яви, Мадури і Балі. Сільське населення також численне в деяких районах Суматри і Целебесу. Більшість інших регіонів — «дикі» території, більшість населення яких складається з невеликих родових громад.
Невеликі села — найпоширеніші населені пункти на Яві. Місцеві мешканці займаються переважно вирощуванням рису на гірських терасах. В густонаселених областях центральної та східної Яви є тисячі таких поселень, деякі з них мають чималу кількість населення.
Люди з кожного села формують групи, однорідні в економічних і соціальних інтересах. Часто, особливо в районах зі штучним зрошуванням, існує також взаємний обмін робочої сили. Перенаселеність в деяких районах спричинила зменшення розміру середньої ферми та збільшила число безземельних селян.
Кожне село має джерело питної води, мечеть і початкову школу. Товари постачаються вуличними торговцями, малими крамницями (warung) чи з базарних міст, які часто є місцевими урядовими центрами. Каркаси більшості будинків будують з бамбука, а дахи устеляють червоною черепицею чи кокосовими волокнами. Будинки з цегли стають все більш поширеними, особливо серед багатих селян.

### Міста
Рівень урбанізації в Індонезії низький порівняно з країнами, які знаходяться на приблизно такому ж рівні економічного розвитку. Але це явище непостійне чи «маятникове»: люди з сіл живуть і працюють в містах, але вони повертаються додому в села щонайменше раз у шість місяців. Хоча є певні місцеві відмінності в рівні урбанізації, але здебільшого великі міста швидко ростуть.

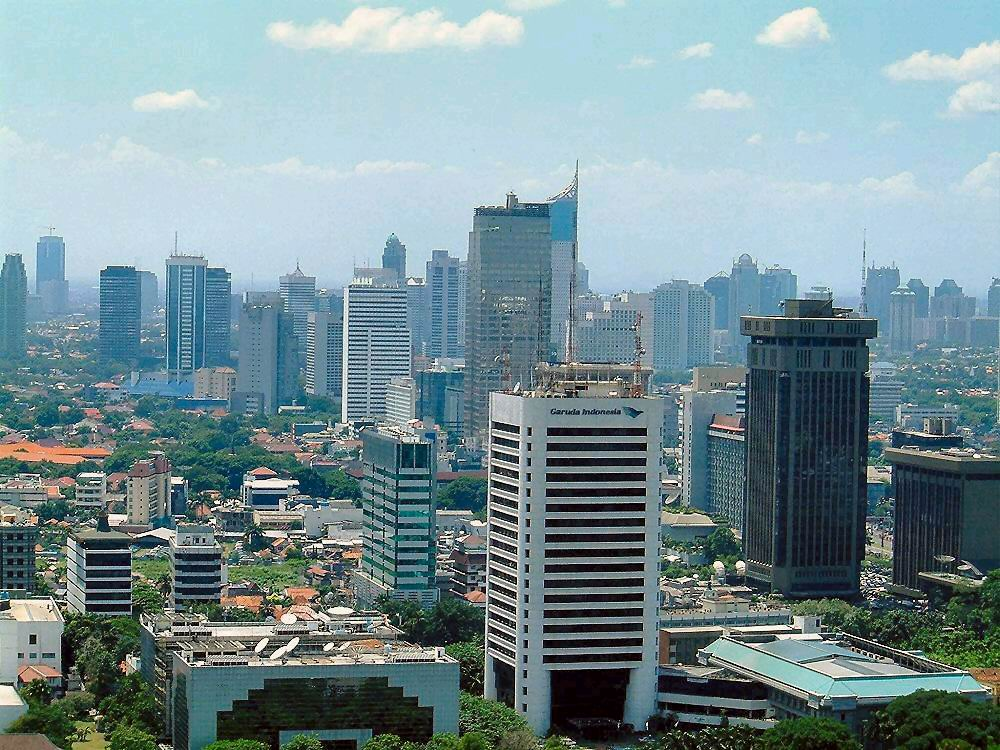
Джакарта — столиця та найбільший центр фінансів

Ріст великих міст не супроводжується паралельним ростом промисловості, і світогляд більшості міського населення залишається сільським. Велика кількість населення, навіть у Джакарті, живе у копіях сіл із сільськими звичаями. Хоча міські жителі забезпеченіші, ніж сільські, і якість обслуговування зростає, одначе забезпечення житлом, питною водою, громадським транспортом залишається на низькому рівні.
Кожне велике місто має свої ознаки. Джакарта, як столиця та центр фінансів, має багато великих урядових будинків, широкі дороги, невпинно зростає кількість багатоповерхових готелів і офісних будинків. Сурабая — найбільший порт і промислове місто. В Бандунзі, курортному та військовому центрі, є багато університетів і підприємств легкої промисловості. Семаранг — адміністративна столиця і торговельний центр на Яві. Джок'якарта — місце проживання султана і великий центр яванської культури. Тут також розташований найбільший університет, багато шкіл мистецтва, народних танців і музики.
Соціальний та економічний рівень життя мешканців великих міст Індонезії є дуже різним. Соціальна ієрархія тут приблизно така: вищі кола урядових службовців, військові офіцери, бізнес-керівники; зростаючий середній клас громадських службовців, учителів, інших спеціалістів та кваліфікованих працівників, яким часто недоплачують і вони змушені змагатися за своє економічне становище; велика кількість бідних малоосвічених чорноробів, торговців та інших членів суспільства.

## Населення
Індонезійський архіпелаг є одним із найнезвичайніших місць у світі та місце стику багатьох культур Азії та Океанії. Індонезійський національний девіз «Єдність та різноманіття» свідчить про надзвичайну різноманітність населення: тут є понад 300 етнічних груп та 250 окремих мов. Більшість населення говорить мовами, що мають Малайсько-Полінезійську основу. Найбільша підгрупа — яванці, мова яких також найпоширеніша.
Більшість населення Індонезії тісно пов'язана з народами Східної Азії, хоча з плином часу до місцевого населення домішувалися араби, індійці, європейці. Проте на східних островах більшість людей меланезійського походження.

### Мови

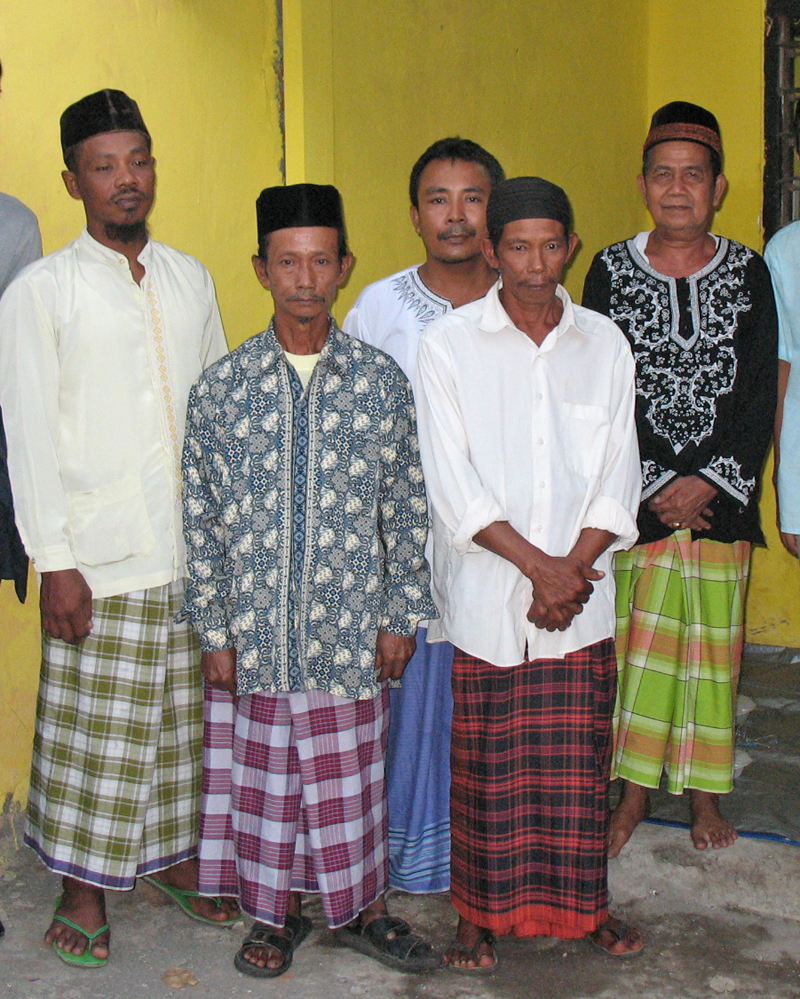
Яванці у національному одязі

Більшість мов, якими говорять в Індонезії, належать до австронезійської мовної сім'ї, хоча поширені мови Папуа належать до зовсім іншої мовної сім'ї. Австронезійська мовна сім'я розділена на 18 груп з мовами, які тісно пов'язані, але помітно різняться. На Яві говорять переважно яванською, сунданейською та мадурейською мовами, тоді як на Суматрі їх 15, багато з яких мають безліч діалектних варіантів. В межах торайської групи відносно мале населення центрального Целебесу має шість основних мов. А в Східній Індонезії кожен острів має свою мову, яка не завжди зрозуміла мешканцям сусідніх островів.
Сучасна державна мова — Індонезійська, розвинулася з малайського діалекту, яким говорили жителі східної Суматри. Вона має багато спільного з іншими малайськими діалектами, які колись служили місцевою лінгва-франкою. Індонезійська мова є відносно простою і поширеною мовою, що не має зв'язку з жодною панівною етнічною групою. Її зараз разом із регіональними мовами вивчають всі школярі. В 1972 р. перероблений стандарт правопису був узгоджений між Індонезією та Малайзією з метою покращення взаєморозуміння та полегшення обміну літературними надбаннями.

### Релігії
Більшість індонезійців сповідують іслам, до якого часто домішують елементи індуїзму, буддизму та місцевих язичницьких релігій. Прихильники індуїзму живуть переважно на Балі, а християни розсіяні по всій країні. Дві третини з усього християнського населення Індонезії — протестанти, інші переважно римські католики. Також тут багато буддистів та конфуціанців. У віддалених областях дуже поширені родові релігії.

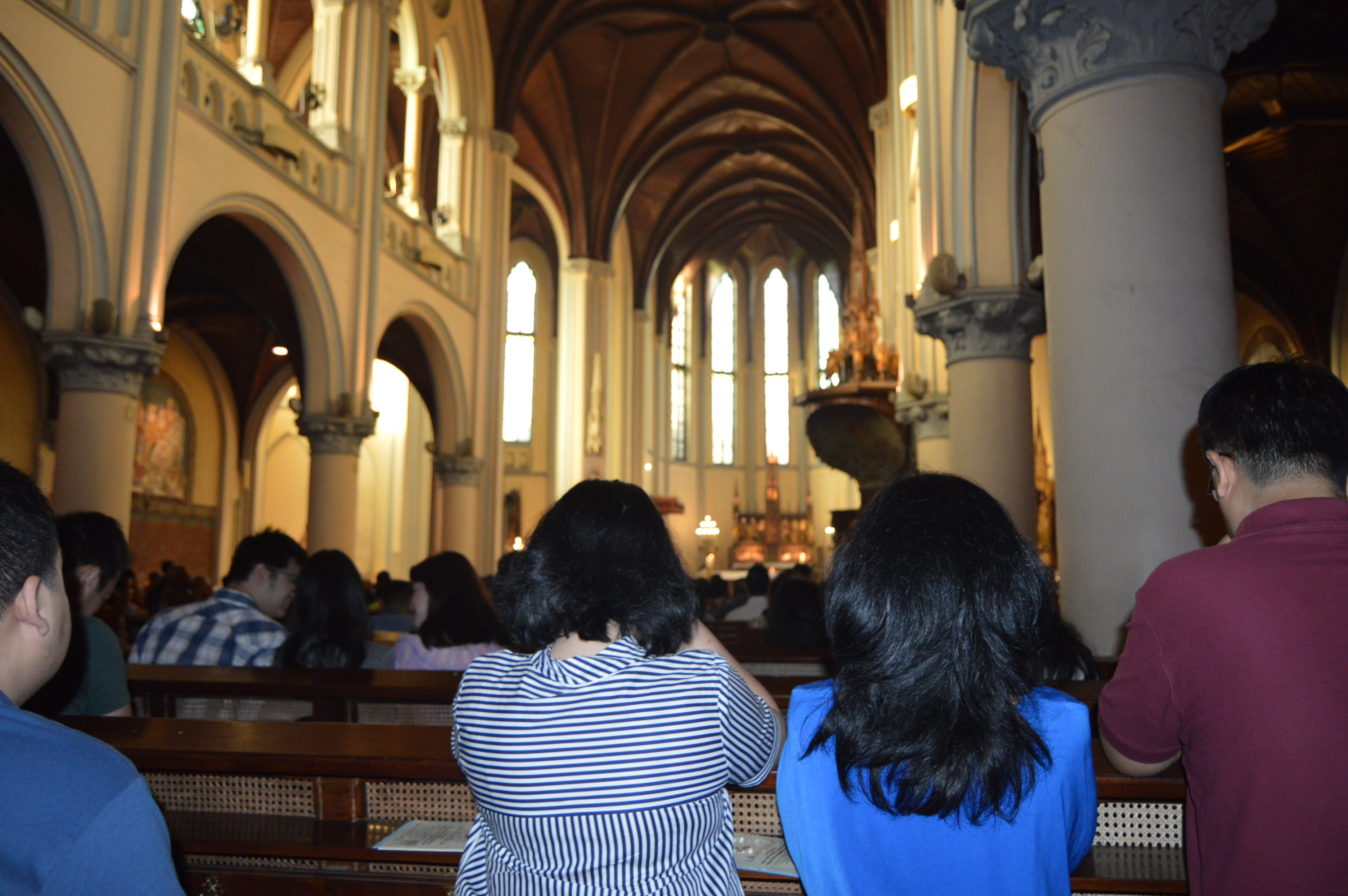
Католицька меса в соборі Джакарти

Іслам найбільш суворо сповідують на західній Суматрі, Яві, південно-східному Калімантані та Малих Зондських Островах. В інших районах тільки одна третина із тих, хто вважають себе мусульманами, дотримуються всіх ритуалів.

### Демографічна ситуація
Індонезія — четверта у світі країна за кількістю населення. Розподіл і густота населення тут дуже різні: на островах Ява, Балі та Мадура проживає близько двох третин усього населення. У 1960 роках в Індонезії відбулося різке підвищення рівня народжуваності — населення відтоді зросло вдвічі. Смертність також зменшилася, в основному завдяки покращенню охорони здоров'я, якості їжі та питної води.
Вікова структура населення Індонезії подібна до структури населення інших країн, що розвиваються. Близько третини населення становлять діти молодші 15 років. Середня тривалість життя — 65 років для чоловіків та 69 для жінок.

## Економіка

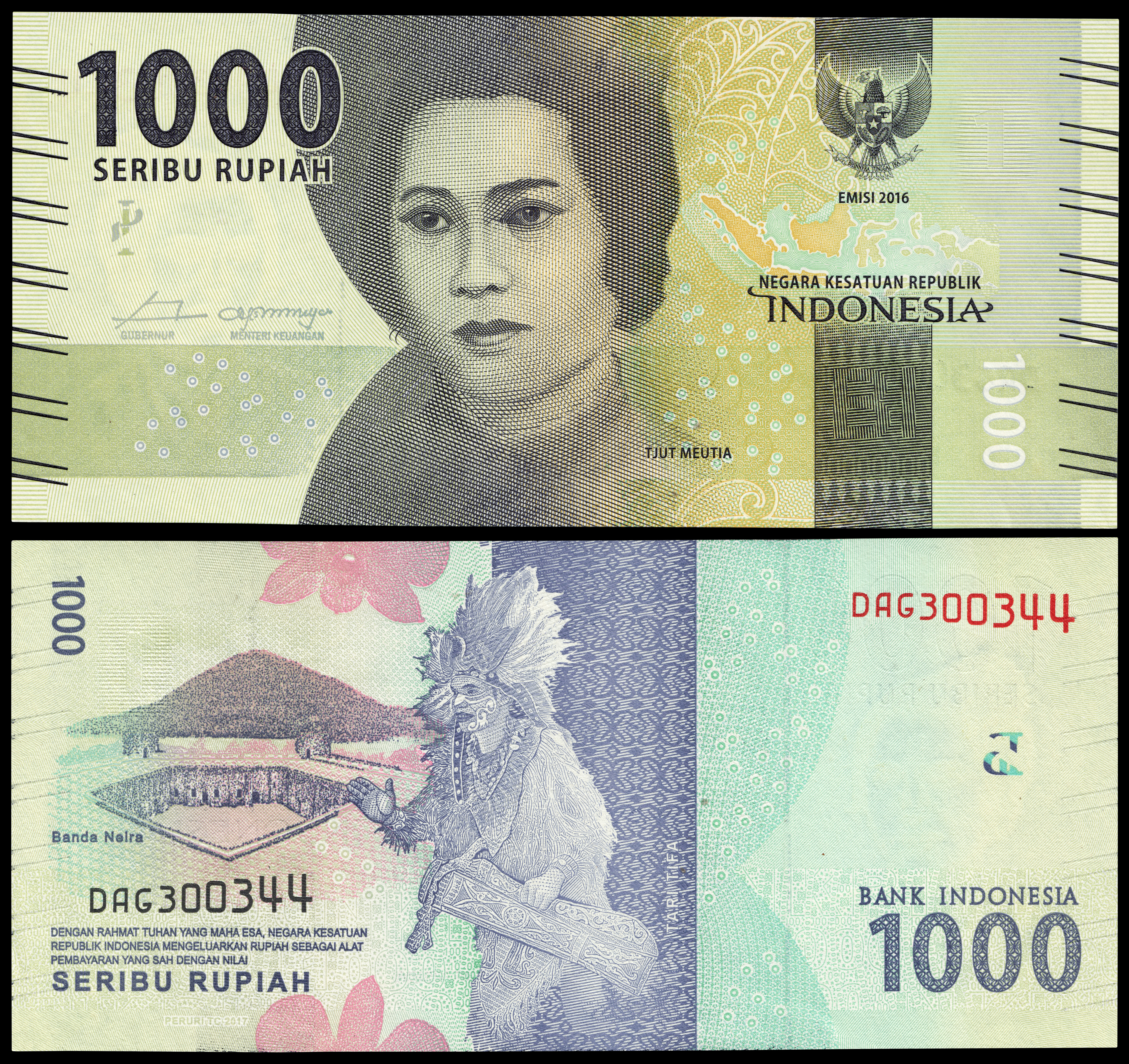
Індонезійська рупія

Хоч Індонезія має великі запаси ресурсів та вигідне географічне положення, вона грала скромну роль у світовій економіці після здобуття незалежності. Але тим не менш, Індонезія — один з найбільших у світі експортерів сирої нафти та природного газу. Індонезія також великий постачальник каучуку та широкого діапазону інших товарів, наприклад, кави, чаю, тютюну, копри, спецій. Хоча Індонезія має репутацію постачальника сировини на світові ринки, це також важливий виробник промислових товарів для внутрішнього споживання та експорту. Однак, більшість індонезійської робочої сили все ще залишається аграрною. Незалежні фермери — основні виробники сільськогосподарської продукції, переважно рису.
Деякий час розвиток економіки в Індонезії була сильно пригальмована через брак досвіду, невмілі дії влади та невідповідність вимогам статистичної та іншої інформації. Необхідні були великі фінансові вливання як допомога виконанням економічних програм та проєктів. Навіть зараз низька зарплатня та умови праці сприяють корупції, яка погіршує розвиток та стала справжнім тягарем.

### Ресурси

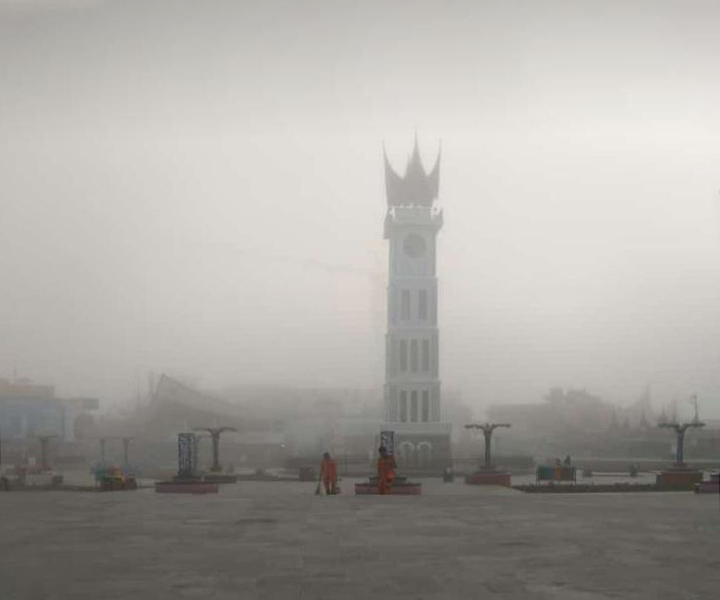
Низька видимість у Букіттінгі, Західна Суматра, через імлу, пов'язану з вирубкою лісів.

В Індонезії є багато покладів корисних копалин, зокрема нафту, природний газ, олово, манган, мідь, нікель, вугілля та боксити; частина з них не розвідана. Найбагатші поклади олова розташовані на островах Банка, Сінґкеп та Беллітон. Нікелю — на Целебесі, Галмагері та Папуа. Поклади марганцю розташовані на центральній Яві, Суматрі, Калімнтані і Целебесі. Мідь знаходиться переважно на Папуа. На островах Ріау, Банка, Сінґкеп та на Калімантані знайдені боксити, а вугілля на Суматрі. В Індонезії також є поклади заліза, сірки, золота та срібла, але на економіку вони мало впливають.
На межі XX—XXI ст. І. постачає на світовий ринок ряд важливих сировинних товарів, зокрема: нафту і природний газ (2/3 експортних прибутків), олово, нікелеві руди. Основа енергобалансу І. — нафта (близько 80 %), а також природний газ (18,1 %). На кам'яне вугілля припадає всього 0,9 %, гідроенергію — 1,4 % ВВП.

### Сільське господарство

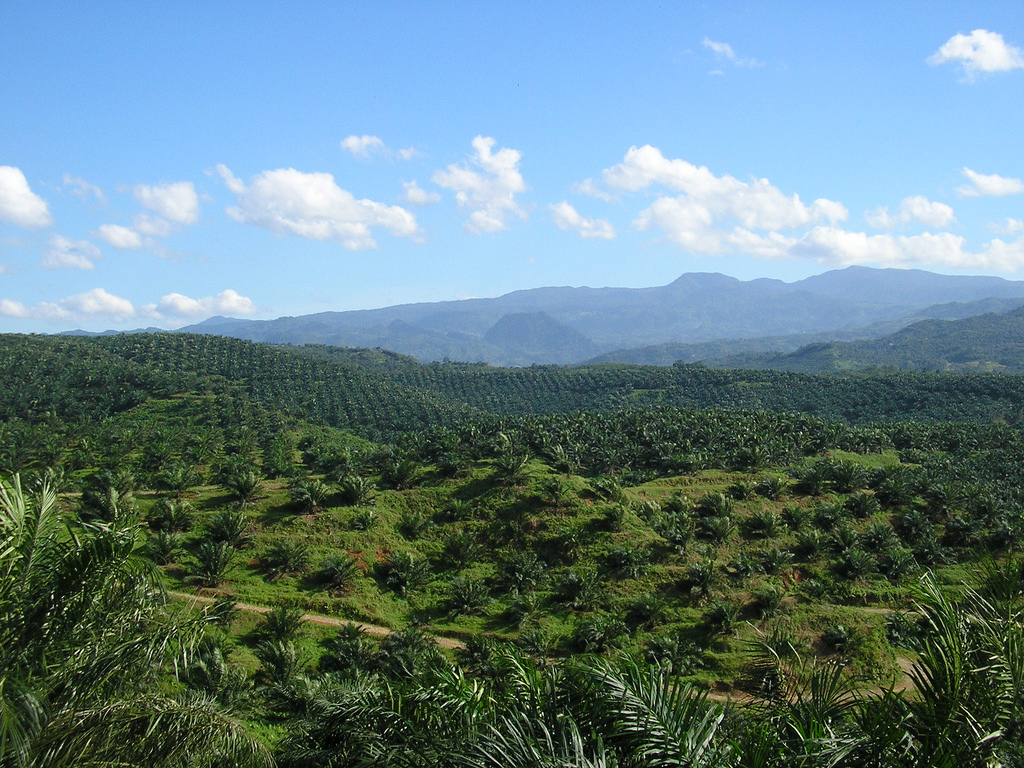
Величезна плантація пальмової олії в Богорі, Західна Ява. Індонезія є найбільшим у світі виробником пальмової олії.

Стійкий мусонний клімат і рівний розподіл кількості опадів зробили можливим вирощування сільськогосподарських культур майже по всій території Індонезії. Однак, землі для посівів займають тільки одну десяту частину суші. На Яві більшість обробленої землі займають тераси для вирощування рису, здебільшого вздовж північних береговий та центральних рівнин. В сухішій східній частині Яви вирощують кукурудзу, маніоку, солодку картоплю, земляний горіх (арахіс), сою, тютюн та каву.
Розвиток на Суматрі та інших зовнішніх островах не такий інтенсивний і складається переважно з невеликих ферм. Проте, навколо Медану лежать великі плантації, які вирощують тютюн, каучукові дерева, пальмову олію, капок, чай та каву. Рис, кукурудзу та маніоку вирощують в основному у районі рідкого лісу на півночі та Палембангу на південному сході.
Худоби відносно мало — близько 15 млн кіз, 12 млн голів великої рогатої худоби і 10 млн свиней. Проте курей розводять дуже багато, у 2002 їх було понад мільярд. За підтримки Японії розвивається рибальство у великих масштабах.

### Промисловість
Заміщення імпорту та підтримка сільськогосподарського сектору довго були двома основними цілями індустріальної політики. Заміщення імпорту було застосоване для таких товарів як їжа, текстильні вироби, добрива і, в результаті цього широкомасштабна політика індустріалізації не розпочалася до кінця 80-х років XX ст. Через це промисловість зростала дуже повільно, і зараз оцінюється не більше ніж одна четверта частина ВВП.
За традицією, найрозвиненішими галузями промисловості в Індонезії були ті, що займалися обробкою сільськогосподарських ресурсів та корисних копалин. Зараз велику частину виробництва займають малі та середні приватні підприємства, більшість з яких виготовляють товари загального вжитку. Багато малих підприємств належать китайцям, які емігрували зі своєї батьківщини. Ці невеликі майстерні виробляють такі товари загального вжитку як меблі, побутові прилади, текстильні вироби та займаються друкарською справою. Основний центр приватної промисловості — західна Ява, хоча ця галузь також розвинута в Джакарті. З середини 80-х в Індонезії повільно, але стійко почали розвиватися великомасштабні та високотехнологічні підприємства, які виробляють телекомунікаційні, електронні товари та автомобілі.
Найбільшою галуззю промисловості, що переробляє імпортовані сировинні матеріали, є текстильна промисловість. Прядильні фабрики в більшості належать державі чи знаходяться в руках іноземних фірм, тоді як ткацькі та апретурні підприємства, які сконцентровані в Бандунзі, переважно невеликі та належать місцевим підприємцям.
Див. також:
- Корисні копалини Індонезії
- Історія освоєння мінеральних ресурсів Індонезії
- Гірнича промисловість Індонезії.

### Фінансова система
Загалом мета урядової кредитної та фінансової політики — забезпечити умови для особистої ініціативи в ситуації фінансової ортодоксії. Проте субсидовані кредитні та відсоткові ставки використовуються згідно з загальними пріоритетами уряду. Споживчий та торговельний кредит значною мірою визначається такою системою, але є й певне поле діяльності для приватного банкування та лихварства. Але приватний фінансовий сектор слабкий і в мобілізації внутрішніх коштів відіграє тільки допоміжну роль. Неабиякі зусилля докладаються для лібералізації фінансової системи, відповідно до умов розвитку заохочуються іноземні капіталовкладення та допомога. Систему роботи з іноземною валютою в Індонезії дуже спрощено й іноземні інвестиції приймаються схвально.
«Банк Індонезії», центральний банк, відповідає за випуск рупій, національних грошей. Є й інші фінансові установи (які належать уряду), в тому числі «Bank Mandiri», який було утворено в 1999 році завдяки злиттю «Bank Ekspor Impor Indonesia» (експортно-імпортного банку), «Bank Bumi Daya» (банку землеволодіння та лісового господарства), «Bank Pembangunan Indonesia» (банку розвитку) та «Bank Dagang Negara» (банку іноземної валюти); «Bank Rakyat Indonesia» та «Bank Negara Indonesia», що спеціалізуються на кредитуванні відповідно сільського господарства та промисловості, «Bank Tabungan Negara», державний ощадний банк. Кожен банк надає широкий спектр послуг і діє незалежно. В Індонезії працюють також іноземні банки. Небанківські фінансові установи обмежуються. В Джакарті та Сурабаї є також фондові біржі.

### Комерція і торгівля
У країні сформувався складний та досить розвинений комерційний сектор, який спирається на маркетинг та експорт сільськогосподарської продукції, постачання споживчих товарів та надання послуг для внутрішнього ринку. Тут панує китайська громада, хоча на нижчих рівнях зросла й участь корінного населення та неофіційна діяльність армії.
Нафта та природний газ, промислові товари (лісоматеріали, текстильна продукція) та готовий одяг і взуття — це головні експортні товари Індонезії. Сільськогосподарський експорт охоплює каучук, каву, копру (сушене ядро кокосового горіха), чай, перець, тютюн та вироби з олійної пальми. Імпорт складається здебільшого з промислового та транспортного устаткування, мінерального палива, хімікатів та промислових товарів. Найважливішими торговельними партнерами Індонезії є Японія, США, Сінгапур, Південна Корея та Китай. Упродовж років країна має позитивний баланс торгівлі. Економічно важливим як джерело іноземної валюти стає туризм.

## Транспорт
Індонезія — острівна країна, тому морський транспорт відіграє тут важливу роль в доставці сировинних матеріалів та сільськогосподарських продуктів з місця їх видобутку на ринок. Фізична природа країни сприяє розвитку морських з'єднань для перевезення вантажів і повітряних для пасажирів. На багатьох диких районах Індонезії прокладання транспортних шляхів спричинює великі труднощі, що дуже перешкоджає розвитку економіки.

### Дороги та залізниці

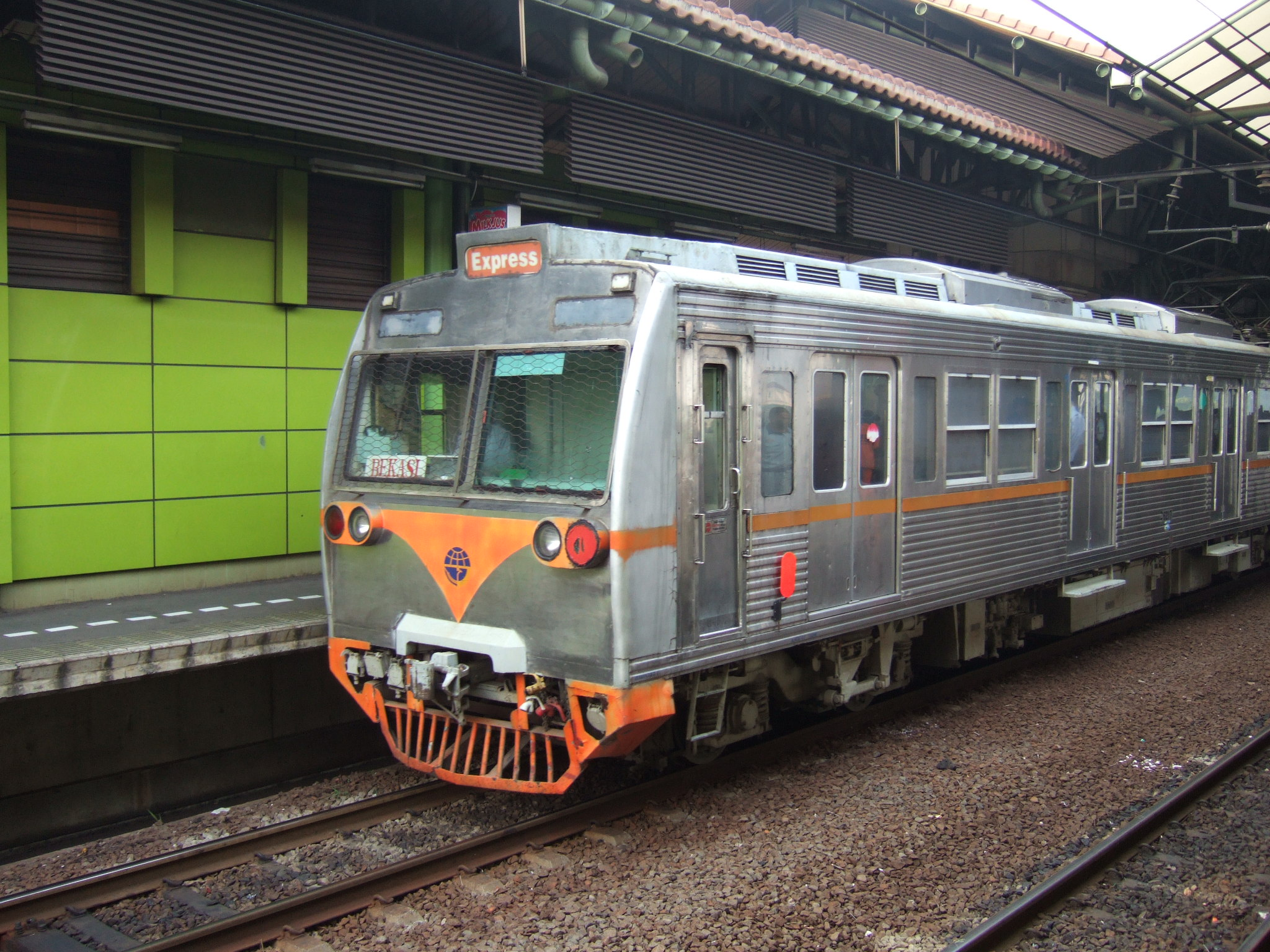
Бакасі експрес — поїзд, що з'єднує Бакасі з Джакартою

В Індонезії тільки на островах Ява, Мадура і Суматра є мережі доріг з твердим покриттям достатньої якості. На Яві дороги достатньої якості та можуть бути розширені, щоб зустріти потреби зростаючого населення. Через невеликі відстані, пріоритет тут поставлений на дорожній транспорт. Попри це, залізничний транспорт також важливий для перевезення вантажів і пасажирів. Через велику чисельність та густоту населення, Ява не зовсім придатна для будівництва нових залізниць.
Індонезійська Державна Залізниця (Perusahaan Jawatan Kereta Api) працює на Яві, Мадурі та Суматрі. Географічні особливості і склад товару зменшили конкурентноздатність залізниці. Для далекого транспортування великої кількості товарів в Індонезії найчастіше використовують морський транспорт.
Більшість доріг з твердим покриттям знаходяться на Яві і Мадурі. Багато доріг нижчої якості є і на Суматрі, Целебесі, Калімантані та Балі, але на Папуа є тільки декілька доріг, які найчастіше зв'язують найнаселеніші регіони.

### Водний та повітряний транспорт

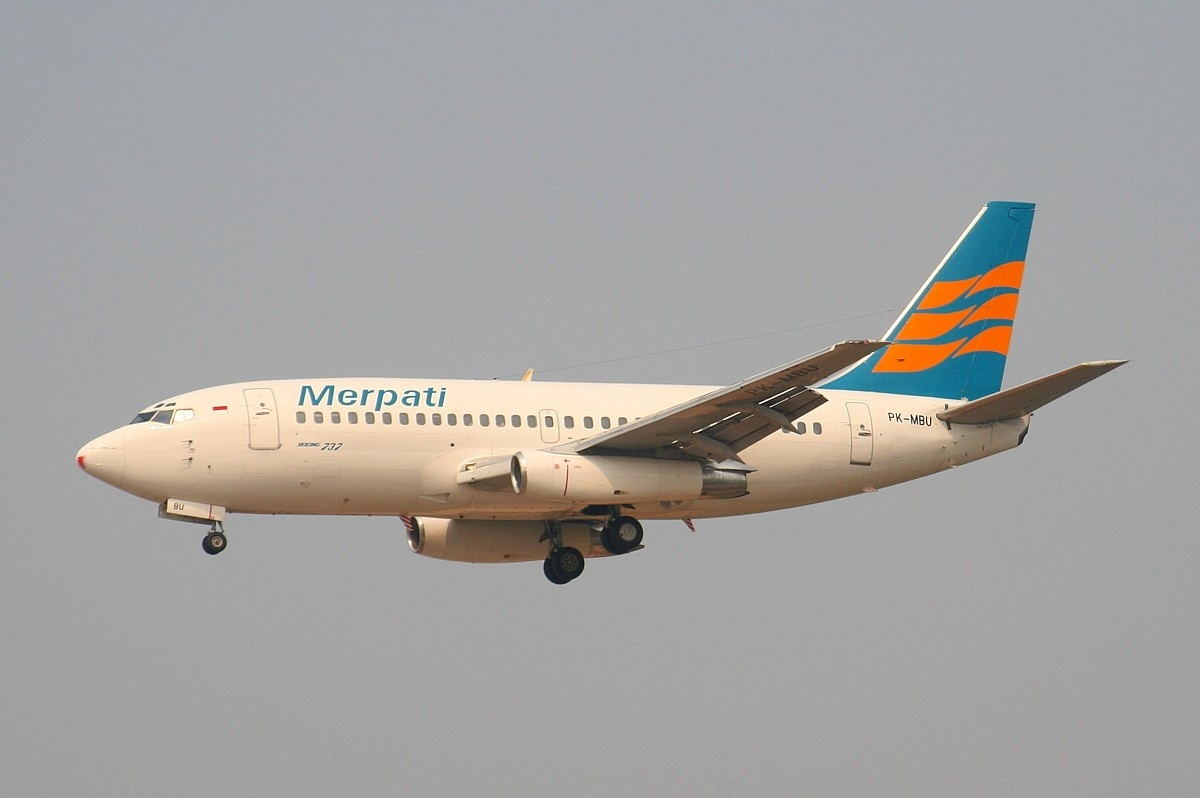
Літак авіалінії «Merpati Nusantara»

Більшість високонаселених міст мають доступ до моря, тому судноплавство тут дуже розповсюджене. Внутрішні моря Індонезії відносно спокійні, тому що Індонезія лежить поза поясом тайфунів та сильних вітрів. Тому що в Індонезії мало портів для розвантаження високотонажних кораблів, тут зазвичай використовують ліхтери та інші малі судна.
Тут є багато портів, але тільки невеликий відсоток з них може прийняти корабель понад 500 тонн. Основні порти для завантаження сухого вантажу: Тан'юнгперіук в Джакарті, Тан'юнгперак в Сурабаї та Белаван у Медані. Полембанґ на південній Суматрі — головний нафтовий порт країни.
Міжнародні повітряні перевозки доступні тільки у Джакарті, Медані та Денпасарі. Послуги авіаперевезення надають «Garuda Indonesia», національна авіалінія, та «Merpati Nusantara», що частково субсидується урядом. Є також кілька менших авіаліній.

## Космічні дослідження і розробки
22 лютого 2019 року, американська аерокосмічна приватна компанія SpaceX здійснила успішний запуск ракети-носія Falcon 9 і вивела на орбіту індонезійський геостаціонарний супутник зв'язку «Nusantara Satu» (PSN 6). Запуск було здійснено зі стартового майданчика SLC-40 американської бази Космічних сил США на мисі Канаверал.
26 лютого 2024 року, компанія SpaceX успішно вивела на орбіту індонезійський супутник «Merah Putih 2». Для запуску було застосовано ракету-носій Falcon 9, відповідно, запуск здійснювався зі стартового майданчика SLC-40 американської бази Космічних сил на мисі Канаверал.

## Стан навколишнього середовища
Індонезія входить до десятки країн світу, які є найбільшими емітентами метану. У другій половині 2021 року, на кліматичний саміт у Глазго, країна підписала декларацію про скорочення викидів метану. Відповідно до якої до 2030 року, країна зобов'язана зменшити викиди метану на 30 %.

## Політичний устрій

### Основи державного устрою
Індонезія — унітарна республіка президентського типу. Основним законом держави є конституція, прийнята в 1945 році. Конституція 1945 року скасовувалася в 1950 році, була відновлена в 1959 році і в даний час діє з низкою поправок, основні з яких були прийняті в 1998, 1999 і 2001 роках.
Основні інститути індонезійської державності були сформовані в перші роки незалежного розвитку країни. Разом з тим, значні зміни в правову основу їх функціонування були внесені в ході масштабних ліберально-демократичних перетворень кінця 1990-х — початку 2000-х років. Ці зміни здійснювалися як шляхом внесення згаданих поправок до конституції, так і прийняттям пакету правових актів, відомих в Індонезії як «Політичні закони» (індон. Undang-Undang Politik). Основними підсумками реформ стали відхід збройних сил від політичної діяльності, введення в країні реальної багатопартійності і прямих президентських виборів і підвищення ролі законодавчих органів влади.

### Виконавча влада

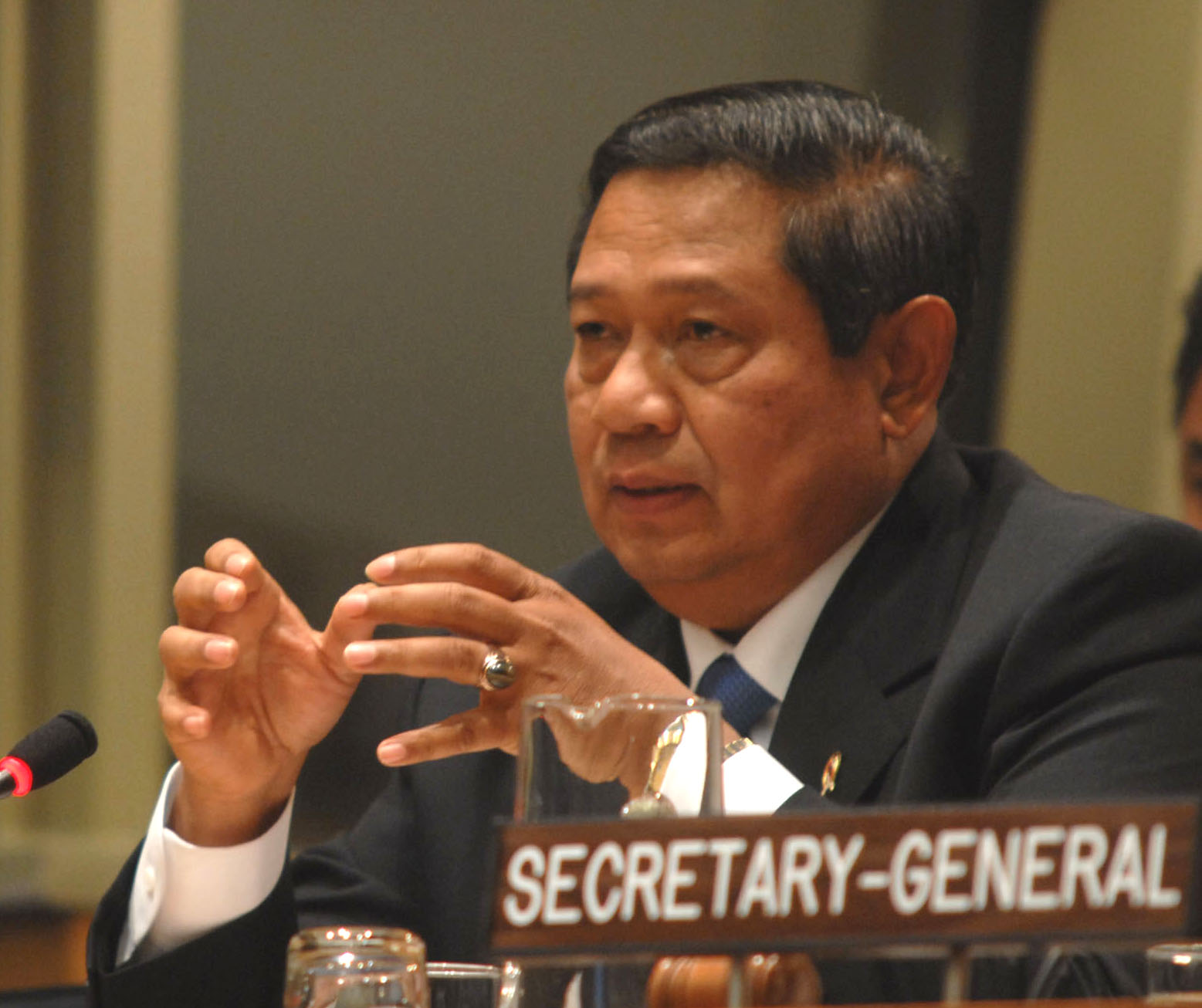
Колишній президент Індонезії Сусіло Бамбанг Юдхойоно

Незалежність Індонезії від Нідерландів була проголошена у 1945 р. Республіка Індонезія включала територію від Себанґу на Суматрі до Марауке на Папуа, або іншими словами всю територію колишньої Східної Голландської Індії. В цей час Нідерланди ще утримували більшу частину цієї території, але почали швидко її втрачати після спалаху революції.
Коли боротьба за незалежність закінчилася, була створена Республіка Сполучених Штатів Індонезії. Проте, федеральна система не прижилася і у 1950 р. федеративні штати одноголосно вирішили повернутися до республіканської форми правління.
Виконавча влада знаходиться у руках президента, якому допомагає віцепрезидент. До 2002 р. обоє обиралися Народними Дорадчими Зборами (Majelis Permusyawaratan Rakyat; MPR) кожні п'ять років, але цього року був прийнятий указ про обрання президента безпосередньо народом. Міністри та голови департаментів призначаються та звільняються президентом, який також є головнокомандувачем армії, військово-морського флоту та повітряних сил. В президента є повноваження видавати розпорядження, забезпечити виконання указів та укладати договори з іноземними державами. Президенту допомагає кабінет міністрів з різних урядових відомств.

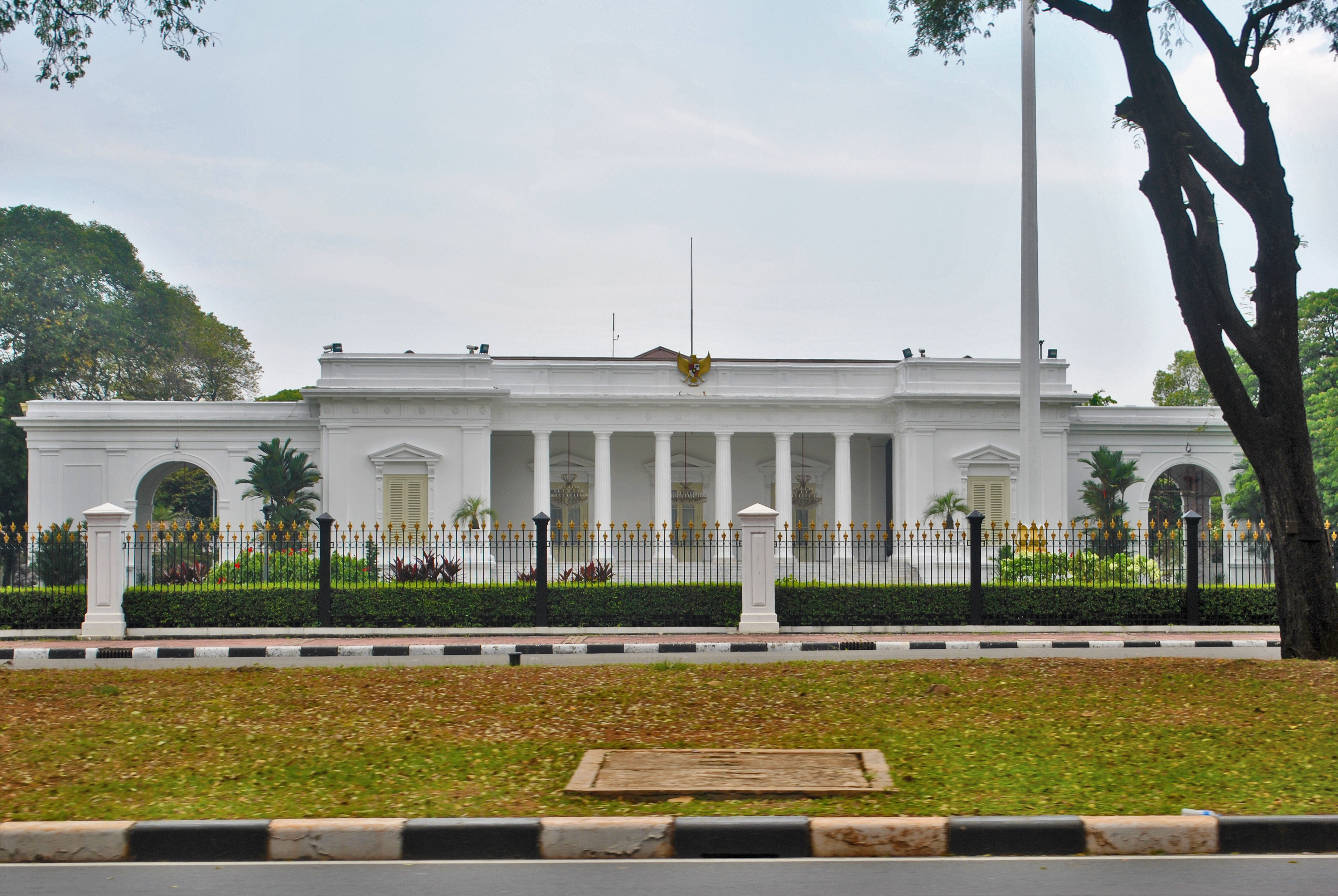
Палац Мердека — один із шести президентських палаців Індонезії

### Законодавча влада
Вищим органом законодавчої влади є Народний консультативний конгрес, НКК (індон. Majelis Permusyawaratan Rakyat, MPR). НКК, який не є постійною структурою, скликається на сесії не рідше, ніж раз на п'ять років, і складається з двох палат: Ради народних представників, СНП (індон. Dewan Perwakilan Rakyat, DPR) і Ради представників регіонів, СПР (індон. Dewan Perwakilan Daerah, DPD).

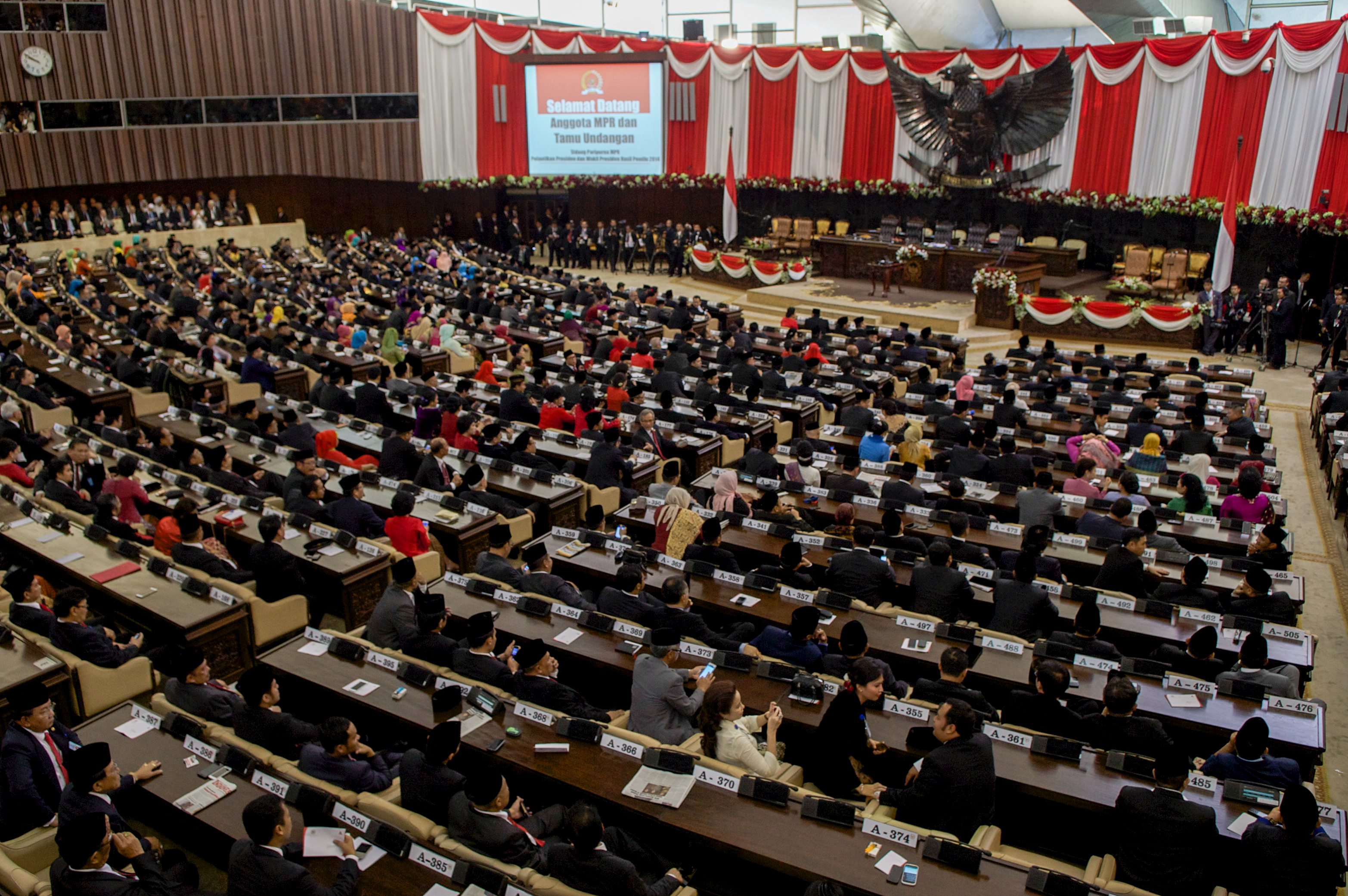
Народний консультативний конгрес

На своїх регулярних сесіях НКК проводить інавгурацію обраних президента і віцепрезидента і затверджує запропоновані президентом основні напрями державного курсу на п'ятирічний термін. Президент несе відповідальність перед НКК, конгрес може оголосити йому імпічмент, зібравшись для цього на позачергову сесію.
Кількісний склад НКК формально не регламентується і визначається складом входять до нього СНП і СПР. У складі НКК останнього скликання, зведеного до присяги 4 жовтня 2009, 692 депутати. Голова НКК — Тофік Кимас (Індон. Taufiq Kiemas), представник Демократичної партії боротьби Індонезії, чоловік колишнього президента країни Мегаваті Сукарнопутрі.
У перервах між сесіями НКК поточні законодавчі функції виконує Рада національних представників, фактично являє собою постійний однопалатний парламент. До компетенції СНП входять розробка, прийняття та контроль за виконанням законів, затвердження державного бюджету, ратифікація частини міжнародних угод. Депутати СНП обираються на п'ятирічний термін в ході прямих загальних парламентських виборів, що проводяться за пропорційною системою в багатомандатних округах. Кількісний склад Ради, регламентований чинним законодавством, багаторазово варіювався за роки існування цього органу. У нинішньому складі СНП, сформованому за підсумками парламентських виборів 2009 року і наведеному до присяги 1 жовтня 2009, — 560 осіб. Депутатів 9 пройшли до парламенту партій сформовано 9 фракцій. Голова СНП — Марзукі Алі.
Рада представників регіонів — нове утворення в політичній системі Індонезії, що існує з 2004 року. До цього до складу НКК, крім депутатів СНП, входили представники місцевих законодавчих органів влади, різних громадських організацій, а також політичних партій та збройних сил пропорційно присутності депутатів останніх у СНП, при цьому сукупність депутатів НКК, що не входять в СНП, не була самостійним політичним інститутом і не мала будь-якого назви.
За обсягом повноважень СПР значно поступається СНП. До його компетенції належить розробка законопроєктів, що стосуються питань адміністративно-територіального устрою країни, регіонального самоврядування, економічного, соціального та культурного розвитку регіонів для подальшої передачі їх у СНП.
СПР формується з представників провінцій і прирівнюваних до провінцій адміністративно-територіальних одиниць Індонезії — по 4 делегати від кожної відповідної території. Члени СНП обираються на непартійній основі одночасно з депутатами СНП. У нинішньому складі Ради, сформованому за підсумками парламентських виборів 2009 року і наведеному до присяги 1 жовтня 2009, 132 депутати, що представляють 31 провінції і 2 особливих округу. Голова СПР — Ірма Гусман